# UTC−6
UTC−6 (horário da Cidade do México ou CST - Central Standard Time) é um fuso horário onde a hora local de seus países usuários é contada a partir de menos seis horas do horário do Tempo Universal Coordenado.
Longitude ao meio: 90º 00' 00" O

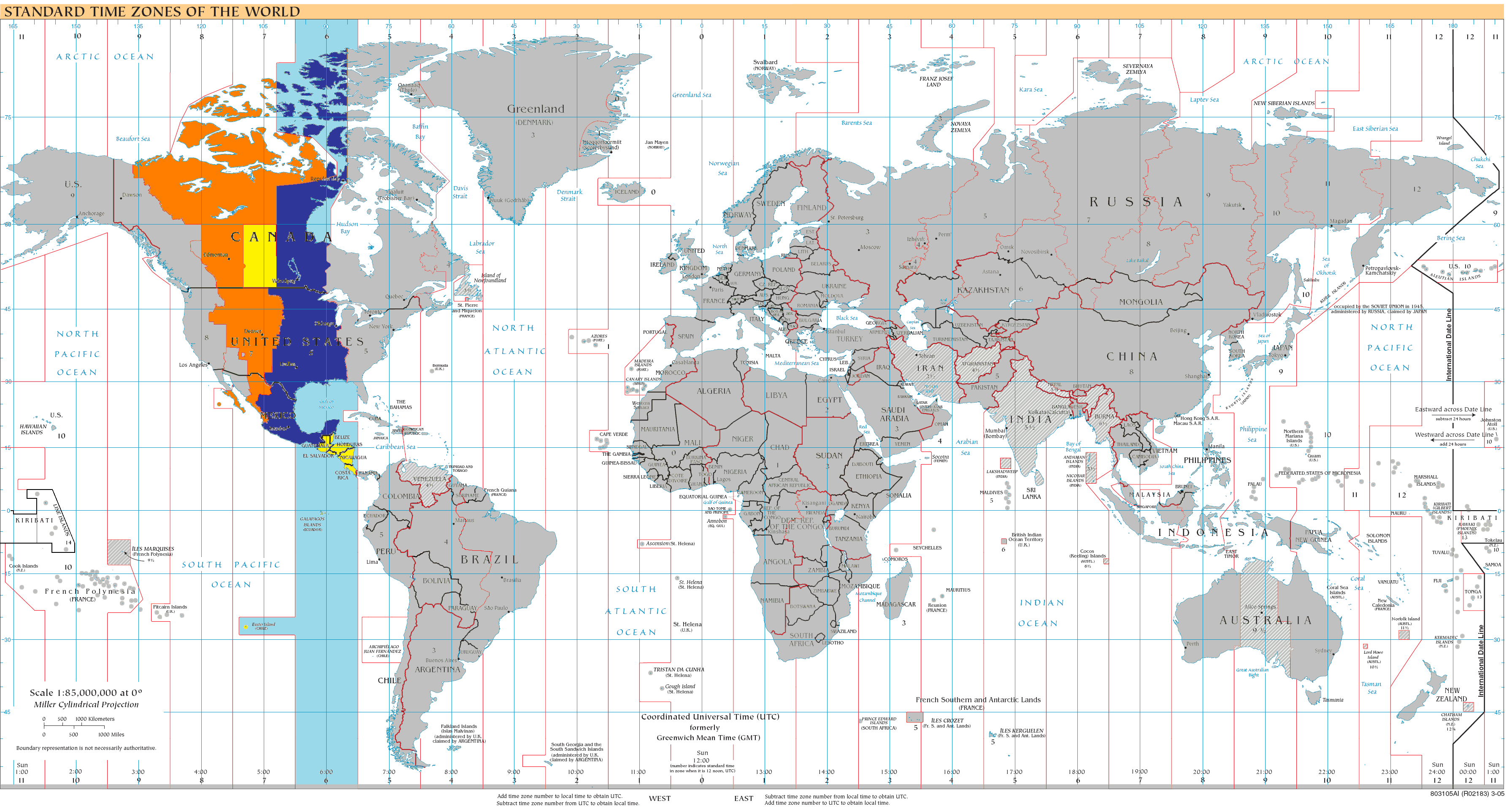
Mapa de 2008 contendo as variações de tempo de acordo com a longitude, com a UTC-6:00 em destaque

Este fuso horário é usado como tempo padrão por:
- Belize
- Canadá[1]
  -  Manitoba
  -  Nunavut (Centro e Southampton Island)
  -  Ontário (Oeste)
  -  Saskatchewan
- Chile[2]
  - Isla de Pascua e Isla Sala y Gómez
- Costa Rica
- Equador[3]
  - Ilhas Galápagos
- El Salvador
- Estados Unidos[4]
  -  Alabama
  -  Arkansas
  -  Illinois
  -  Iowa
  -  Kansas
  -  Kentucky (oeste)
  -  Louisiana
  -  Minnesota
  -  Mississippi
  -  Missouri
  -  Nebraska (leste)
  -  North Dakota
  -  Oklahoma
  -  South Dakota (leste)
  -  Tennessee (oeste)
  -  Texas
  -  Wisconsin
- Guatemala
- Honduras
- México[5] (municípios na zona fronteiriça com os Estados Unidos dispõem de regra específica para o horário de verão[6])
  -  Aguascalientes
  -  Campeche
  -  Coahuila
  -  Colima (hora padrão em todo estado, exceto nas Islas Revillagigedo)
  -  Chiapas (as comunidades zapatistas mantêm a hora padrão quando vigora o horário de verão)
  - Cidade do México[7]
  -  Durango
  -  Guanajuato
  -  Guerrero
  -  Hidalgo
  -  Jalisco
  - México
  -  Michoacán (a comunidade de católicos radicais na localidade de Nueva Jerusalén no município de Turicato não utiliza o horário de verão quando em vigor)
  -  Nayarit (hora padrão somente em Bahía de Banderas)
  -  Nuevo León
  -  Oaxaca
  -  Puebla
  -  Querétaro
  -  San Luis Potosí
  -  Tabasco
  -  Tamaulipas
  -  Tlaxcala
  -  Veracruz
  -  Yucatán
  -  Zacatecas
- Nicarágua